# Wendy Boglioli
Wendy Lou Lansbach Boglioli (Merrill (Wisconsin), 6 maart 1955) is een Amerikaans zwemster.

## Biografie
Boglioli won tijdens de Olympische Zomerspelen van 1976 de gouden medaille medaille op de 4x100m vrije slag en de bronzen medaille op de 100m vlinderslag. Op de 4x100m wisselslag zwom Boglioli de series, ondanks dat haar ploeggenoten tweede werden in de finale, ontving Boglioli geen medaille omdat zij slechts in de series zwom.

## Internationale toernooien
| Jaar | Olympische Spelen                                                                |
| ---- | -------------------------------------------------------------------------------- |
| 1976 | 100m vlinderslag · 9e 200m vrije slag · 4x100m vrije slag · 2e 4x100m wisselslag |

1912: Moore, Fletcher, Speirs, Steer ·
1920: Woodbridge, Schroth, Guest, Bleibtrey ·
1924: Donnelly, Ederle, Lackie, Wehselau ·
1928: Lambert, Osipowich, Saville, Norelius ·
1932: Johns, Saville, McKim, Madison ·
1936: Selbach, Wagner, den Ouden, Mastenbroek ·
1948: Corridon, Kalama, Helser, Curtis ·
1952: I. Novák, Temes, É. Novák, Szőke ·
1956: Fraser, Leech, Morgan, Crapp ·
1960: Spillane, Stobs, Wood, von Saltza ·
1964: Stouder, de Varona, Watson, Ellis ·
1968: Barkman, Gustavson, Pedersen, Henne ·
1972: Babashoff, Barkman, Kemp, Neilson ·
1976: Peyton, Sterkel, Babashoff, Boglioli ·
1980: Krause, Metschuck, Diers, Hülsenbeck ·
1984: Johnson, Steinseifer, Torres, Hogshead ·
1988: Otto, Meißner, Hunger, Stellmach ·
1992: Haislett, Martino, Thompson, Torres ·
1996: Martino, Van Dyken, Fox, Thompson ·
2000: Van Dyken, Shealy, Thompson, Torres ·
2004: Mills, Lenton, Thomas, Henry ·
2008: Dekker, Kromowidjojo, Heemskerk, Veldhuis ·
2012: Coutts, C. Campbell, Elmslie, Schlanger ·
2016: McKeon, Elmslie, B. Campbell, C. Campbell ·
2020: B. Campbell, Harris, McKeon, C. Campbell ·
2024: O'Callaghan, Jack, McKeon, Harris